# Wilhelm von Zimmern

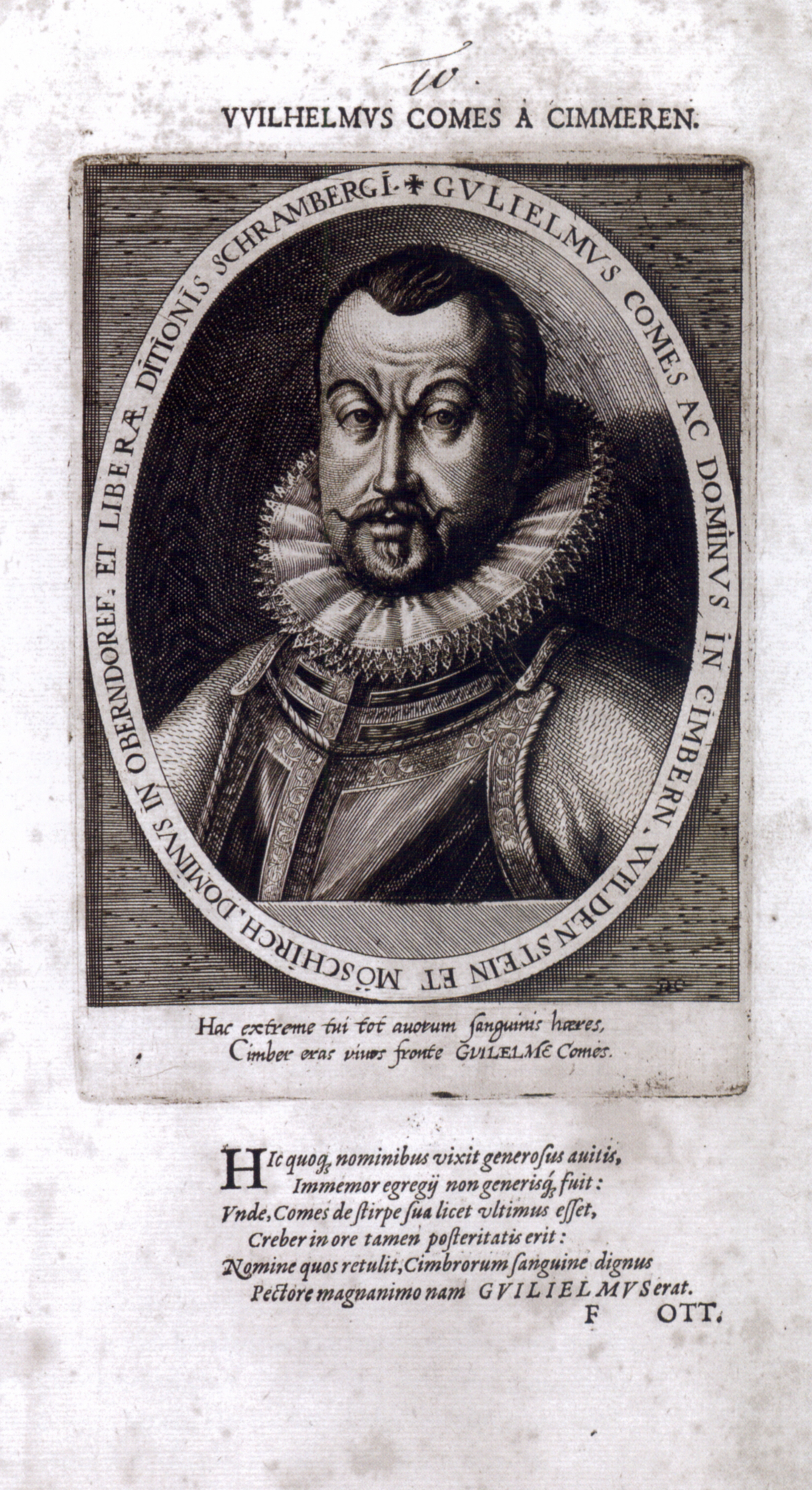
Im Atrium heroicum Caesarum ist Graf Wilhelm verzeichnet und in einem Kupferstich aus der Werkstatt des Dominikus Custos abgebildet.

Graf Wilhelm von Zimmern (* 1549 in Meßkirch; † 1594 in Padua) war der einzige männliche Nachfolger des Chronisten der Zimmerischen Chronik, Graf Froben von Zimmern. Er gilt als letzter der Grafen von Zimmern.

## Leben
Graf Wilhelm von Zimmern war verheiratet mit Sabina von Thurn und Valsassina. Wilhelm war nach dem Tod seines Vaters 1563 Graf und Herr zu Zimmern, Herr zu Wildenstein und Meßkirch und hatte zudem hohe Ämter am Hofe des Erzherzogs Ferdinand II. von Tirol auf Schloss Ambras bei Innsbruck. Um 1580 schied Graf Wilhelm von Zimmern aus dem tirolischen Hofdienst aus. Sein ehemaliger Dienstherr überließ ihm 1583 zum Dank für seine treuen Dienste die Herrschaft Schramberg als freie Herrschaft. 1588 starb seine Frau Sabina.
Hierzu gibt es eine hilfreiche Quelle, die Chronik des Pfarrers Köhler zur Geschichte der Stadt Oberndorf am Neckar von 1836. (Zitat in Originalschreibweise):
1563 starb der Besitzer von Oberndorf, Graf Froben Christoph […]. Alle seine Besitzungen fielen an seinen einzigen Sohn Wilhelm, Grafen und Herrn zu Zimmern, Herrn zu Wildenstein und Meßkirch, der noch vor seines Vaters Absterben, mit dessen Bewilligung, am Donnerstag nach St. Ulrich (4. Juli) die Huldigung von Stadt und Herrschaft einnahm und alle ihre Briefe und Freiheiten bestätigte. […].
1580 den 18. Mai wurden dem Grafen Wilhelm, der den Titel eines österreichischen Hofmarschalls erhalten hatte, als weitere Verstrickung und Lokspeise alle seine österreichischen Mannlehen und Pfandschaften als freies Erbeigenthum überlassen, doch mit der Bedingung, daß er nichts davon veräußern, und alle im Falle des Erlöschens des Mannstamms der Grafen von Zimmern […] an Österreich heimfallen soll. […] Dem getäuschten Grafen hätten endlich die Augen aufgehen sollen, als Erzherzog Ferdinand 1591 seinem Sohn Markgraf Carl von Burgau die Anwartschaft auf alle von Graf Wilhelm von Zimmern inhabende östreichische Pfandschaften und Lehen ertheilte. […] Allein die Hände waren dem alternden Grafen durch den Vorgang v. J. 1580 gebunden!
1594 im September starb Graf Wilhelm, dieser letzte männliche Zweig der Freiherrn und Grafen von Zimmern, unter deren Herrschaft Oberndorf 134 Jahre gestanden war, ohne einen männlichen Erben zu hinterlassen.
Nach dem Tod wurde Graf Wilhelm von Zimmern von Padua über die Alpen gebracht und in der Schlosskirche St. Martin, heute Pfarrkirche von Meßkirch, beigesetzt. Sein außerordentlich aufwändiges Bronze-Epitaph belegt, dass er im Auftrag des Kaisers oder einer kaiserlichen Person bei Papst Sixtus in Rom weilte.

## Epitaph für Graf Wilhelm von Zimmern

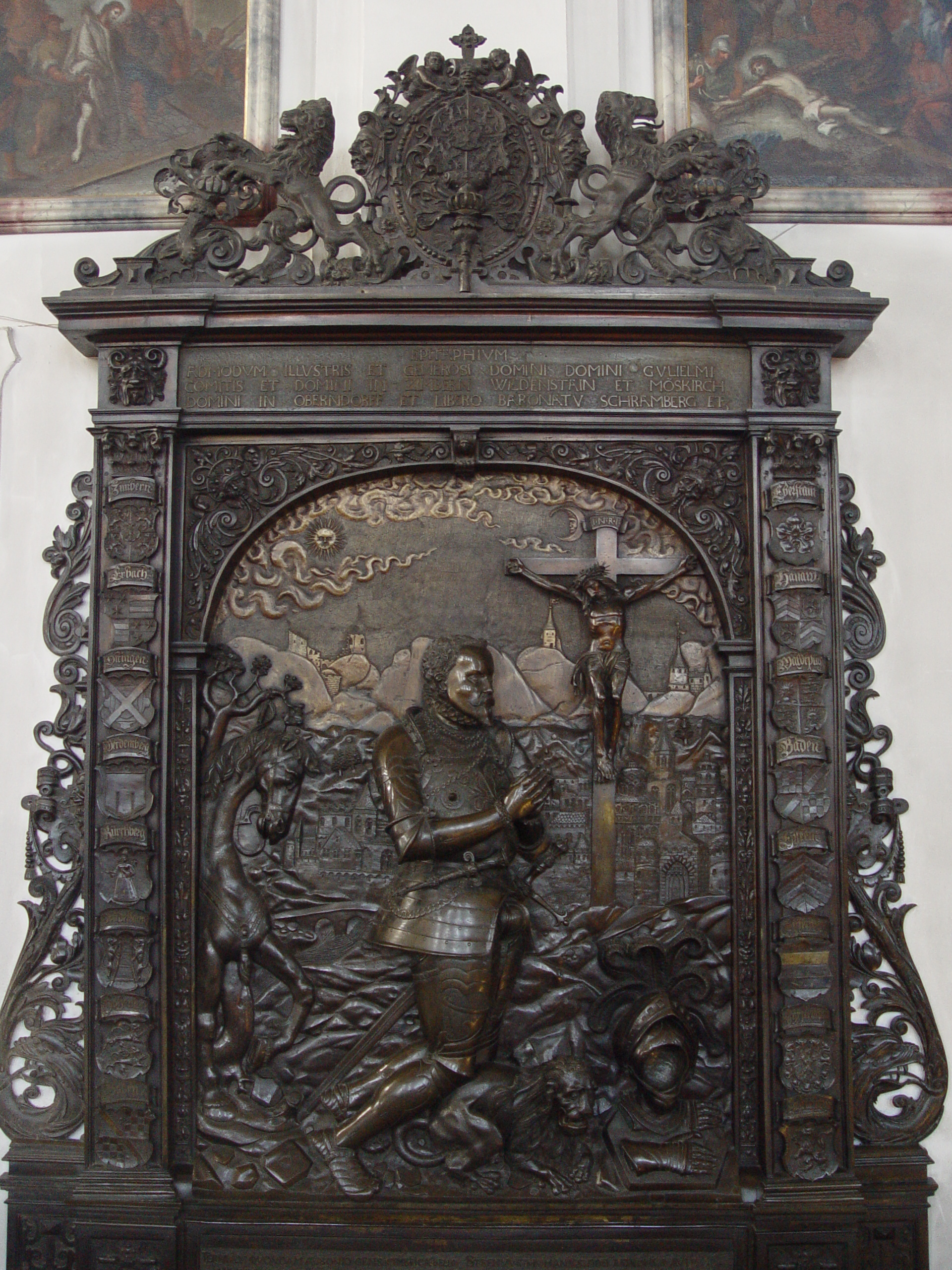
Epitaph des Wilhelm von Zimmern in der St. Martins-Kirche in Meßkirch

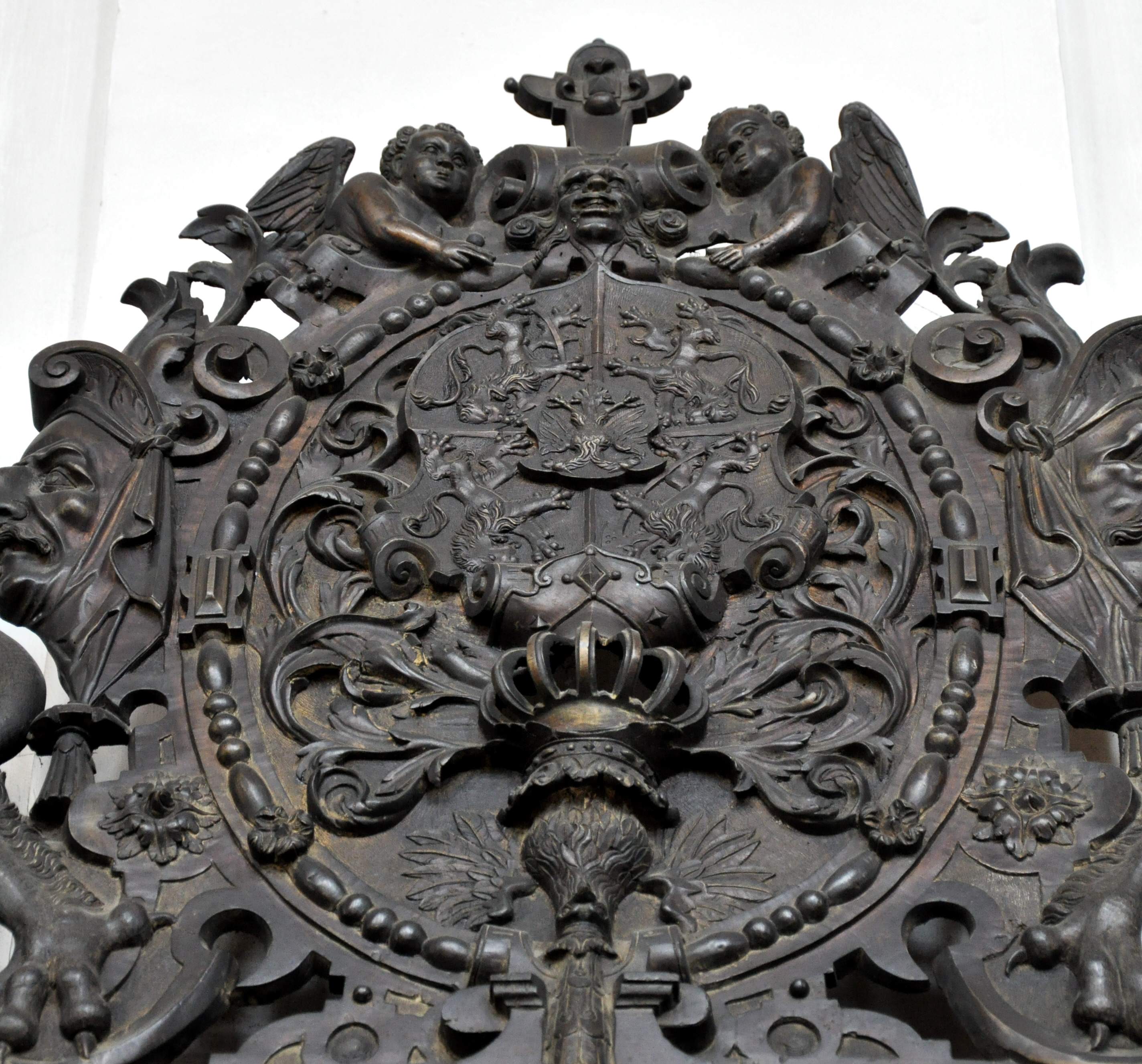
Das gestürzte Hauptwappen als Zeichen des Erlöschens der Familie

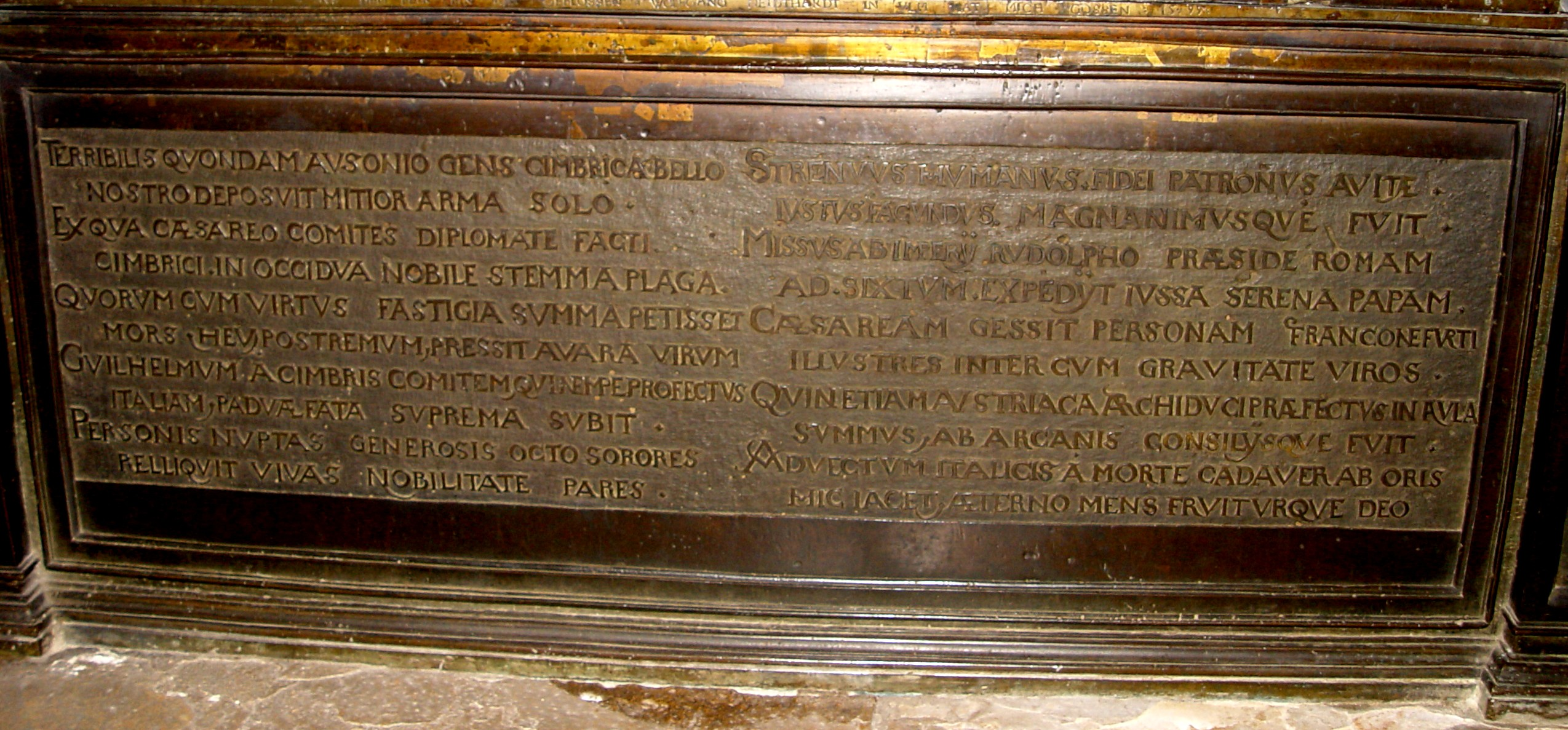
Inschrift auf dem Epitaph des Wilhelm von Zimmern

Das bronzene Epitaph ist eine Arbeit von Wolfgang Neidhardt d. Ä. aus Ulm, datiert ist es auf 1599. Inschrift: „AVS DEM FEI(E)R BIN ICH GEFLOSSEN : WOLFGANG NEIDTHARDT IN VLM HAT MICH (GE)GOSSEN : 1599“. 
Graf Wilhelm kniet in Rüstung halb schräg auf dem Hinterteil eines vor ihm liegenden Löwen, dem Gekreuzigten zugewandt. Hinter ihm tritt sein Pferd vor einem Baum aus dem Rand hervor. Helm und Panzerhandschuhe sind im rechten unteren Eck abgelegt. Den Hintergrund bildet eine flach reliefierte Stadt vor einem Kranz von markanten, burgengekrönten Bergen, darüber ein Himmel mit Wolken und einer gesichteten Sonne.
Die Inschrift in dem Gebälk über dem Hauptfeld besagt: „EPITAPHIVM / ADMODVM ILLVSTRIS ET GENEROSI DOMINI DOMINI GVLIELMI / COMITIS ET DOMINI IN ZIMBERN WILDENSTAIN ET MÖSKIRCH / DOMINI IN OBERNDORFF ET LIBERO BARONATV SCHRAMBERG ETZ(ETERA)“.
Oben ist das gestürzte Wappen als Zeichen des Erlöschens des Geschlechts zu sehen, denn mit Graf Wilhelm starb die Familie aus. Wir sehen das um 180° gedrehte Wappen mit nur dem mittleren Helm von dreien. Es wird flankiert von zwei nach außen gerichteten Löwen, die die beiden äußeren Helme (Stammhelm Zimmern und Wildenstein) halten, und auch diese beiden Helme sind gestürzt. 
Eine dritte Inschrift befindet sich im Sockelbereich: „TERRIBILIS QVONDAM AVSONIO GENS CIMBRICA BELLO / NOSTRO DEPOSVIT MITIOR ARMA SOLO / EX QVA CAESAREO COMITIS DIPLOMATE FACTI / CIMBRICI IN OCCIDVA NOBILE STEMMA PLAGA / QVORVM CVM VIRTVS FASTIGIA SVMMA PETISSET / MORS HEV POSTREMVM PRESSIT AVARA VIRVM / GVILHELMVM A CIMBRIS COMITEM QVI NEMPE PROFECTVS / ITALIAM PADVAE FATA SVPREMA SVBIT / PERSONIS NVPTAS GENEROSIS OCTO SORORES / RELLIQVIT VIVAS NOBILITATE PARES // STRENVVS HVMANVS FIDEI PATRONVS AVITAE / IVSTVS FACVNDVS MAGNANIMVSQVE FVIT / MISSVS AB IMPERII RVDOLPHO PRAESIDE ROMAM / AD SIXTVM EXPEDIIT IVSSA SERENA PAPAM / CAESAREAM GESSIT PERSONAM FRANCONEFVRTI / ILLVSTRES INTER CVM GRAVITATE VIROS / QVIN ETIAM AVSTRIACA ARCHIDVCI PRAEFECTVS IN AVLA / SVMMVS AB ARCANIS CONSILIISQVE FVIT / ADVECTVM ITALICIS A MORTE CADAVER AB ORIS / HIC IACET AETERNO MENS FRVITVRQVE DEO“.
Die Einleitung rühmt das Volk der Kimbern, von denen sich die Grafen von Zimmern auch in der Zimmerischen Chronik ableiten wollen. Dies ist aber historisch nicht haltbar.
Der Text, übersetzt von H. Albrecht Hartmann, Schwaigern:
Grabinschrift des äußerst berühmten und adligen Herrn, Herrn Grafen Wilhelm,
und Herrn in Zimmern, Wildenstein und Meßkirch,
Herrn in Oberndorf und in der freien Herrschaft Schramberg etc.
Schrecklich war einst im italienischen Krieg das Volk der Kimbern,
Friedlicher hat es auf unserem Grund und Boden die Waffen niedergelegt.
Aus diesem [Volk] wurden durch kaiserliche Urkunde zu Grafen gemacht
Die Zimmern, im westlichen Gefilde, eine edle Ahnenreihe.
Als deren Tugend die höchsten Höhen angestrebt hatte,
Hat der gierige Tod, o weh!, deren letzten Mann zu Boden geschlagen,
Den Wilhelm, den Grafen von Zimmern, der nämlich, gereist
Nach Italien, in Padua die härtesten Geschicke erlitt.
Er ließ acht an Adel ihm gleiche lebende Schwestern zurück,
Die an adlige Männer verheiratet worden waren.
Tüchtig, menschlich, ein Beschützer des ererbten Glaubens,
Gerecht, redegewandt, großherzig war er.
Nach Rom geschickt vom Statthalter des Reiches, Rudolf,
Führte er angenehme Aufträge beim Papst Sixtus aus.
Dem Kaiser in Person stand er in Frankfurt zur Seite,
Mit Würde mitten unter edlen Männern.
Als weitgereister Mann war er auch am österreichischen Hof für den Erzherzog
Der Bedeutendste, wenn es um Geheimnisse und Ratschläge ging.
Sein Leichnam, der vom Gebirge, von den italienischen Gegenden hergebracht wurde,
Liegt hier, und sein Geist erfreut sich an dem ewigen Gott.
Auf den beiden seitlichen, oben in korinthischen Kapitellen endenden Pilastern sind zweimal acht beschriftete Wappenschilde der Ahnenprobe angebracht. Auf der optisch linken Seite sind das von oben nach unten: 1.) Grafen von Zimmern („Zimbern“), 2.) Grafen von Erbach („Erbach“), 3.) Grafen von Oettingen („Ottingen“), 4.) Grafen von Werdenberg-Sargans-Trochtelfingen („Werdenberg“), 5.) Grafen von Kirchberg („Kürchberg“), 6.) della Scala („von der Laitter“), 7.) Grafen von Hohenlohe („Hohenloe“), 8.) Markgrafen von Baden-Sponheim („Baden“).
Auf der optisch rechten Seite sind es von oben nach unten 1.) Grafen von Eberstein („Eberstain“), 2.) Grafen von Hanau-Lichtenberg („Hanaw“), 3.) Truchsessen von Waldburg Grafen von Sonnenberg („Waldtpurg“), 4.) Markgrafen von Baden-Sponheim („Baden“), 5.) Herren von Eppstein („Epstein“), 6.) Grafen von Isenburg-Büdingen („Eißenberg“), 7.) Grafen von Fürstenberg („Fürstemberg“), 8.) Grafen von Katzenelnbogen („Katzenelnbogn“).
Die einzelnen Wappenschilde sind in weitgehend logischer Abfolge mit nur einer einzigen Unregelmäßigkeit angebracht: Nach strenger Logik müssten della Scala und Hohenlohe auf der optisch linken Seite vertauscht sein.

### Darstellungen
- Brauchle, Alfons: Die Landschaft Schramberg, einer der Landstände Schwäbisch-Österreichs. (= D’ Kräz’. Beiträge zur Geschichte der Stadt und Raumschaft Schramberg. Heft 2. Schramberg 1982. S. 4)
- Dietl, Walter: Die Elogien der Ambraser Fürstenbildnisse. Die Kupferstiche des Dominicus Custos (1599) Innsbruck 2000, (Commentationes Aenipontanae; 32: Tirolensia Latina. Bd. II)
- Geh, Hans-Peter: Die Erwerbung der Handschriftensammlung der F. F. Hofbibliothek Donaueschingen durch das Land Baden-Württemberg. (= Heinzer, Felix [Hrsg.]: Bewahrtes Kulturerbe „Unberechenbare Zinsen“. Stuttgart 1993)
- Köhler [Friedrich August]: Oberndorf am Neckar. Beschreibung und Geschichte der Stadt und ihres Oberamts-Bezirks. Sulz 1836, Fotomech. Nachdruck 1989
- K[öniglich] Statist[isches]-Topograph[isches] Bureau (Hrsg.) [Verf.: v. Paulus]: Beschreibung des Oberamts Rottweil. Stuttgart 1875
- v. Langen: Beiträge zur Geschichte der Stadt Rot[t]weil am Neckar. Rottweil 1821
- Museums- und Geschichtsverein Schramberg (Hrsg.): D’ Kräz’ 25. Schramberg 2005
- Ruckgaber, Heinrich: Geschichte der Grafen von Zimmern. Rottweil 1840
- Wohlleb, Joseph: Der Meister des Bronzeepitaphs des Grafen Wilhelm zu Zimmern in der Stadtkirche zu Meßkirch. In: Zeitschr. f. Württ. Landesgeschichte. Stuttgart 1956. S. 295–297